# Campus universitaire Paris-Saclay
Le campus universitaire Paris-Saclay, ou campus d'Orsay, est un des cinq campus de l’université Paris-Saclay, s’étendant sur les communes d’Orsay et de Gif-sur-Yvette, mais aussi de Bures-sur-Yvette, dans l’Essonne depuis 1955, à une vingtaine de kilomètres au sud-ouest de Paris, au cœur du pôle scientifique et technologique Paris-Saclay. 
De 1955 à 1971, il s'agit campus délocalisé de la faculté des sciences de l'université de Paris, jusqu'à la création de l'université Paris-Sud XI à partir de la faculté des sciences d'Orsay. En 2019, le campus devient un des principaux sites de l'université Paris-Saclay, sur un site qui s'étend de la vallée de Chevreuse au plateau de Saclay
Le campus universitaire Paris-Saclay accueille plus de 13 000 étudiants et 2 100 doctorants de différentes formations ainsi que 1 700 enseignants-chercheurs et 1 800 employés  administratifs et techniciens. Ses nombreux bâtiments d'enseignement et ses 60 laboratoires de recherche se situent sur un site de 200 ha de bois contenant de nombreuses espèces rares.
Le campus universitaire Paris-Saclay fait partie du cluster technologique Paris-Saclay, dont il constitue l'un des cœurs historiques avec l’installation de laboratoires de la faculté des sciences de Paris en 1956. Dans le cadre de ce projet, l'ex-université Paris-Sud et l'Établissement public Paris-Saclay ont soutenu la création du PROTO204, tiers-lieu destiné à accueillir des conférences, des rencontres et des activités de cotravail, afin de faciliter l'entrepreneuriat étudiant,.
La présidence et les services centraux de l’université Paris-Saclay, la faculté des sciences, la faculté de pharmacie, l'IUT d'Orsay, ainsi que ses établissements-composantes sont installés sur ce campus.

## Secteur Plateau (Campus Urbain)
Le secteur Plateau est situé principalement sur le quartier de Moulon de Gif-sur-Yvette et d'Orsay.
Il est notamment le lieu d’implantation de CentraleSupélec, qui prend possession en 2017 d'un complexe de trois bâtiments (bâtiments Eiffel, Bouygues et Breguet), respectivement de 48 000 m2, 24 000 m2 et de  40 000 m2 (bâtiment de l'ancienne École supérieure d'électricité),. Ce projet, nommé Lab City, est conçu par Rem Koolhaas, lauréat du Prix Pritzker en 2000. Il comporte un vaste hall qui accueillera laboratoires, bureaux des chercheurs et salles de cours.
En 2020, l’École normale supérieure Paris-Saclay s'installe quant à elle dans un ensemble immobilier de 64 000 m2 conçu par l'architecte italien Renzo Piano, lauréat du Prix Pritzker en 1998. Quatre bâtiments ont été construits au sein d'un parc de plus d'un hectare. Les travaux ont débuté à l'automne 2015 et se sont achevés fin 2019. La fin des travaux était historiquement prévue pour 2017, pour une première rentrée en septembre 2018.
Il y a environ 13 000 étudiants sur ce secteur.

### Établissements présents
Sur le secteur Plateau, deux des trois « établissements-composantes » de l'université Paris-Saclay, ainsi que ses unités de formation et de recherche sont présents :
- CentraleSupélec et ses 3 bâtiments principaux (Eiffel, Bouygues et Breguet) ;
  - Centre de Langues Mutualisé de l'université Paris-Saclay ;
  - le laboratoire GeePs (Laboratoire de génie électrique de Paris) ;
- l'ENS Paris-Saclay (depuis 2019) ;
  - le théâtre « la Scène de recherche » ;
- Faculté de pharmacie (depuis 2022) ;
- Faculté des sciences (depuis 1955) ;
  - Observatoire des Sciences de l'Univers de l'université Paris-Saclay
    - Géosciences Paris Sud ;

  - Laboratoire Aimé-Cotton (depuis 1955) ;
  - Laboratoire d'informatique pour la mécanique et les sciences de l'ingénieur ;
  - Laboratoire de Recherche en Informatique ;
  - Laboratoire de Physique Théorique et Modèles Statistiques ;
  - Laboratoire de Physique des Solides (depuis 1959) ;
- Lieu de vie de l'université Paris-Saclay (depuis 2018) ;
- Institut universitaire de technologie d'Orsay ;
- INRAE - Moulon ;
- Institut des Sciences des Plantes de Paris-Saclay ;
- Pôle universitaire d'ingénierie d'Orsay ;
- Polytech Paris-Saclay[1] (depuis 2004) ;
- et le Lumen, une bibliothèque universitaire (depuis 2023).

### Galerie de photos

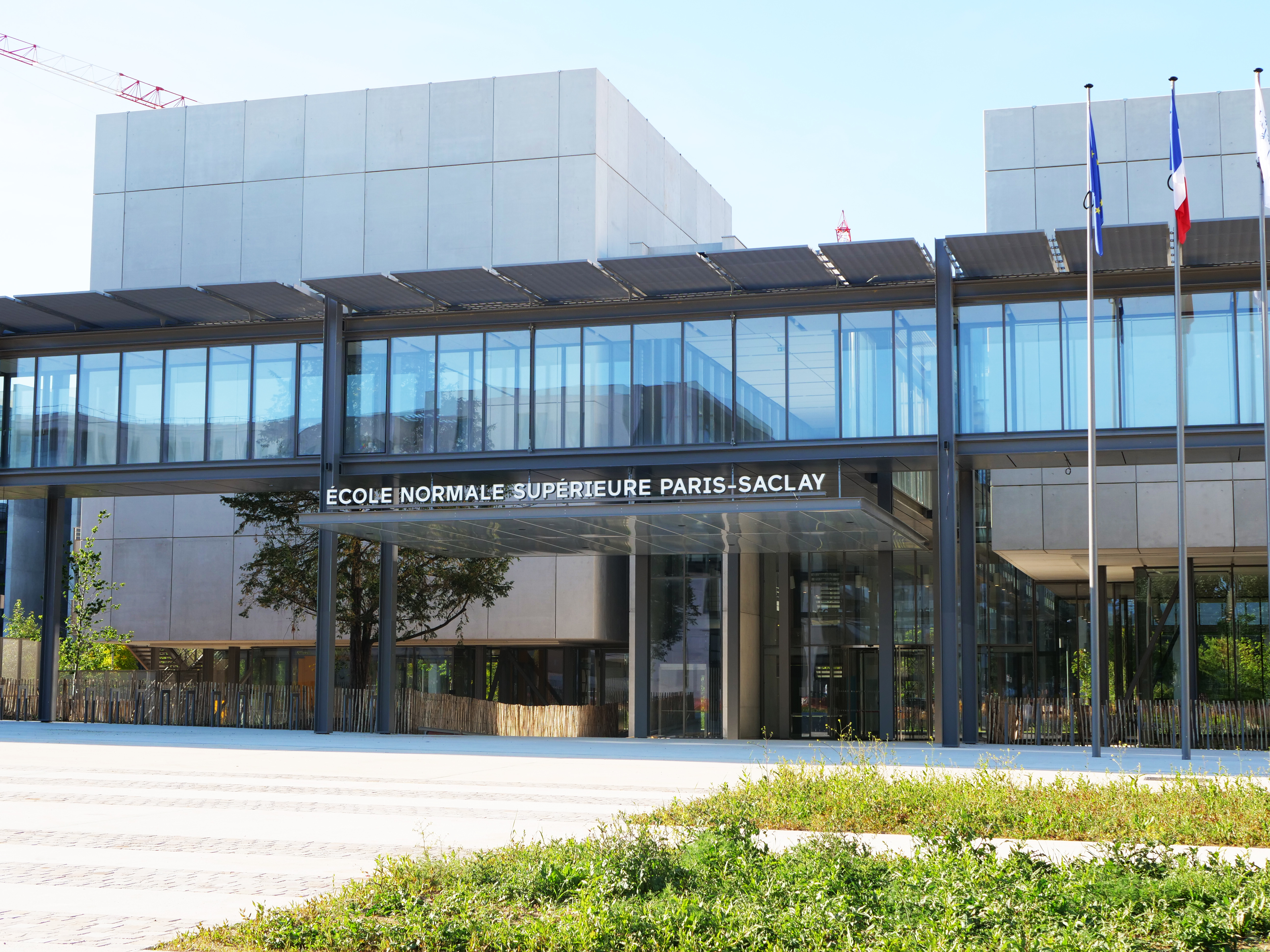
L'École normale supérieure Paris-Saclay, établissement-composante de l'université Paris-Saclay.
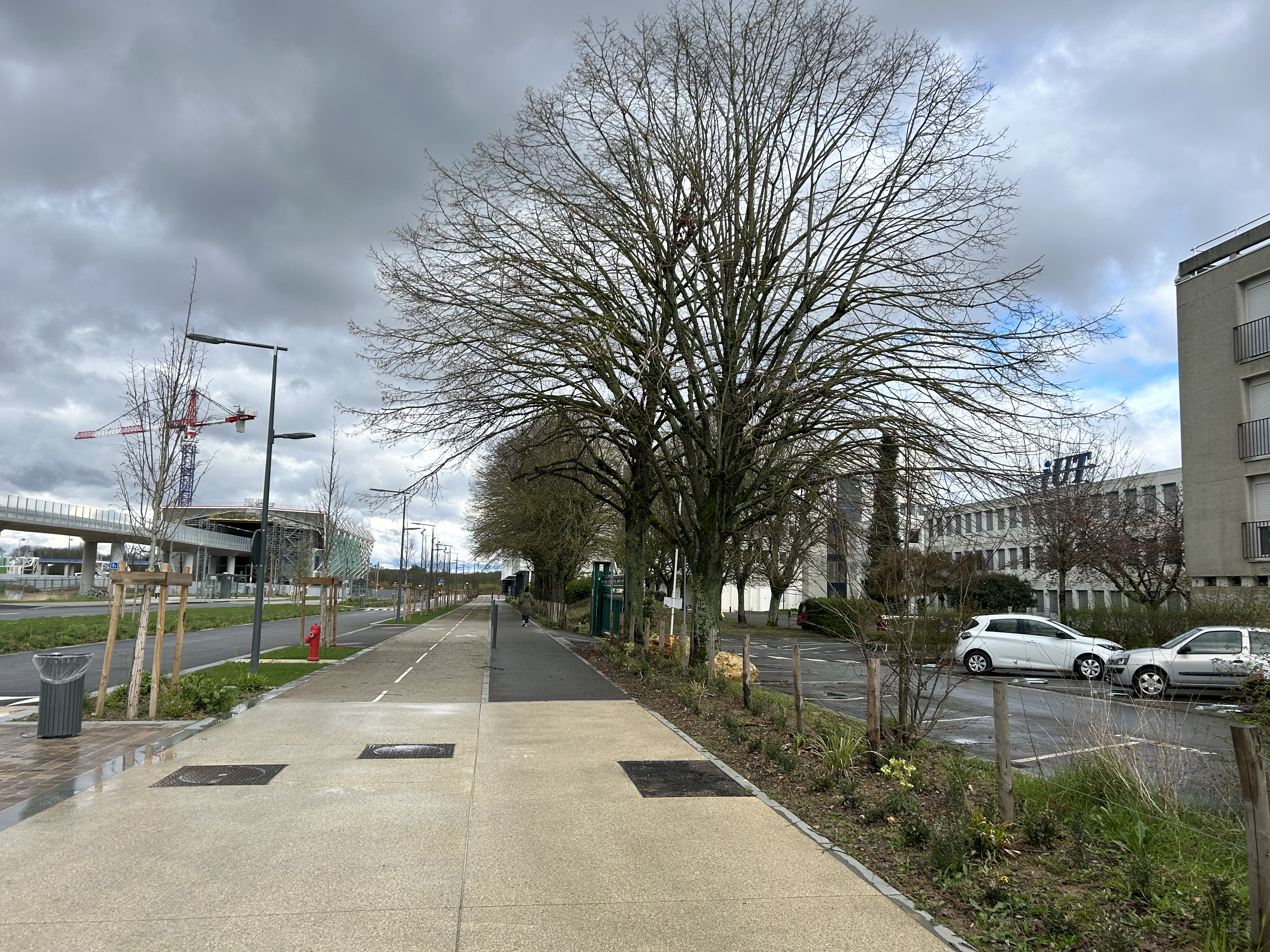
L'avenue des sciences, sur le plateau de Saclay
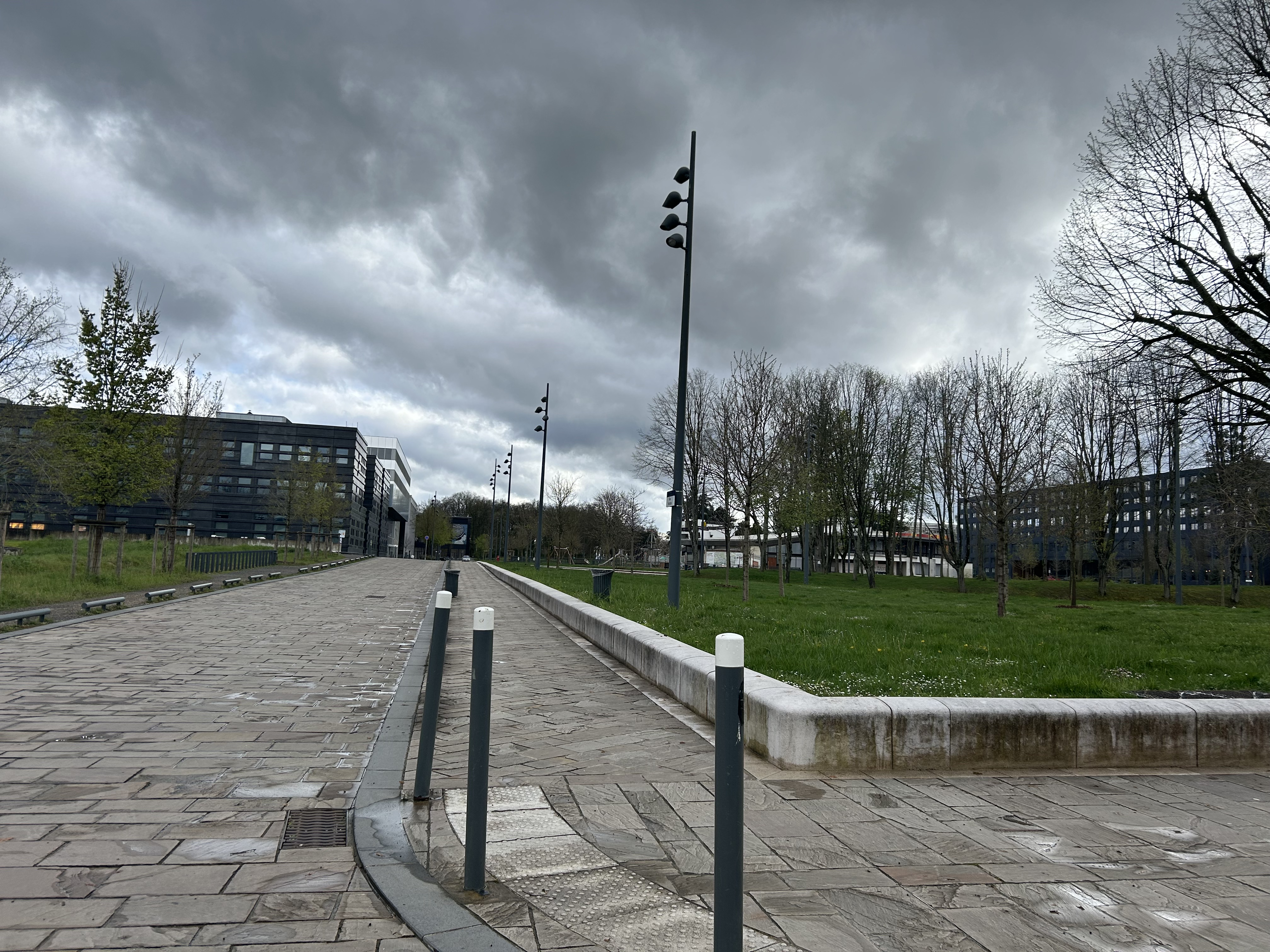
Le site de CentraleSupélec
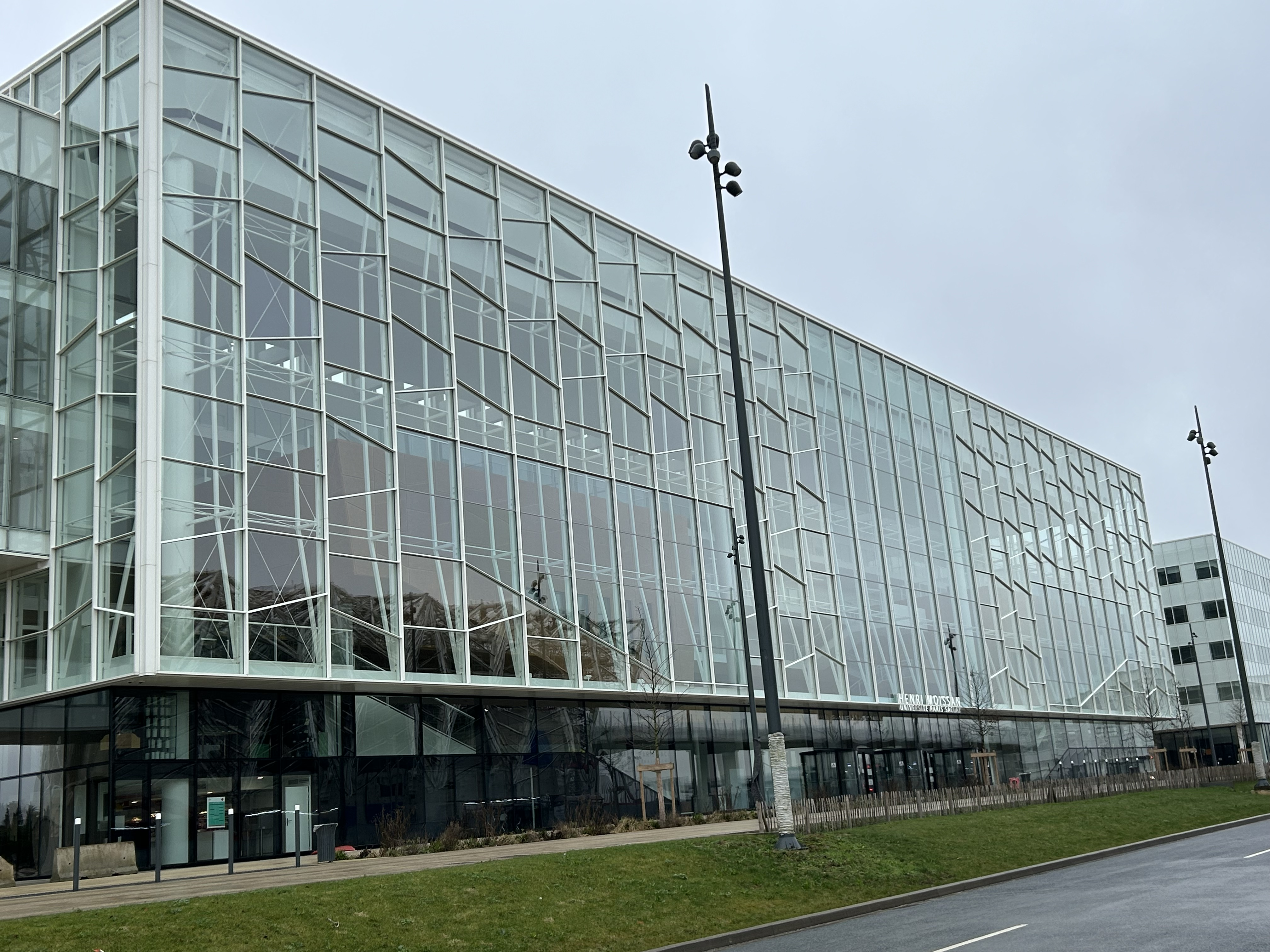
Bâtiment Henri Moissan (Pharmacie, Biologie, Chimie)
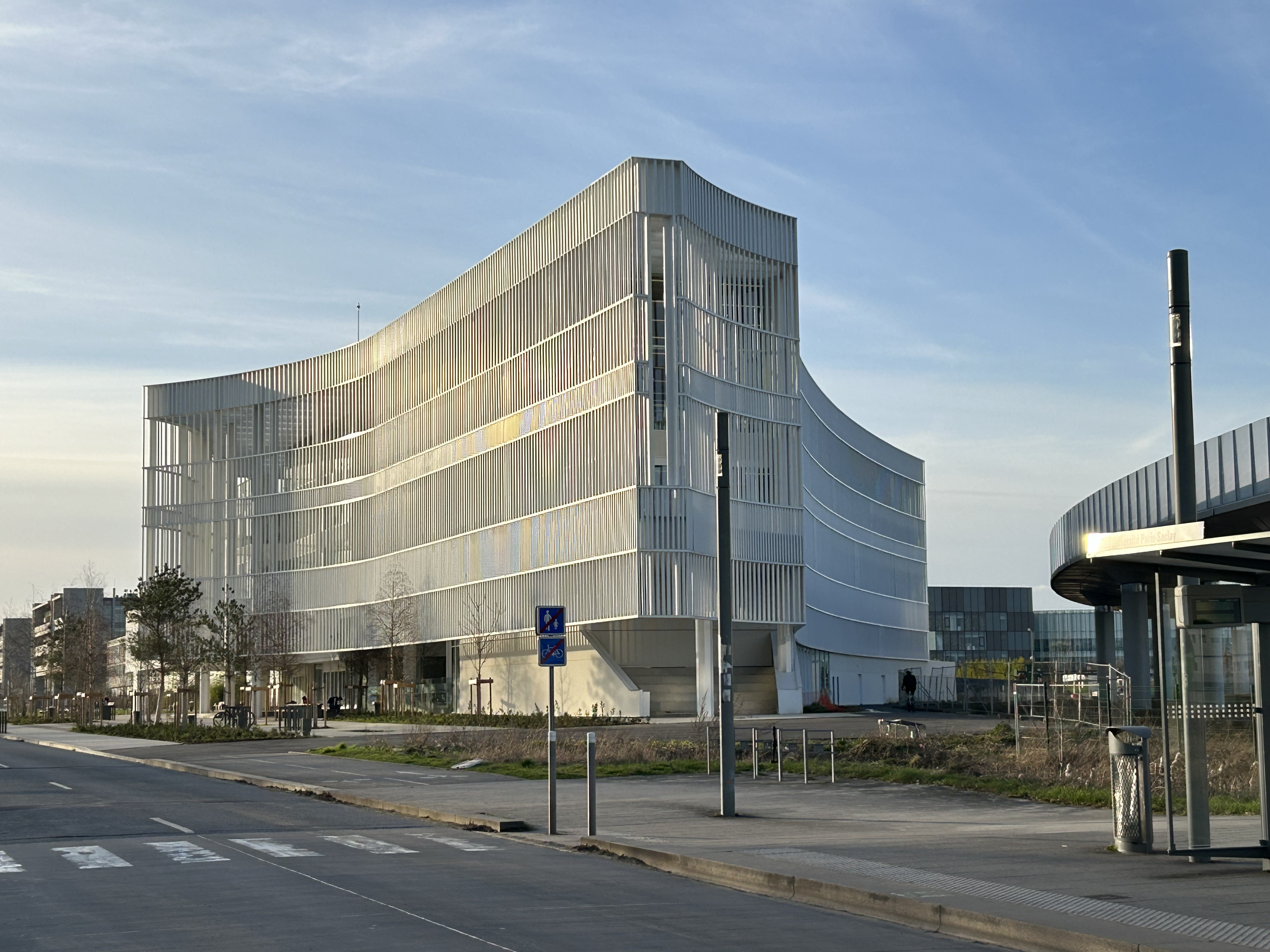
Le Lumen, principale bibliothèque universitaire du campus nord
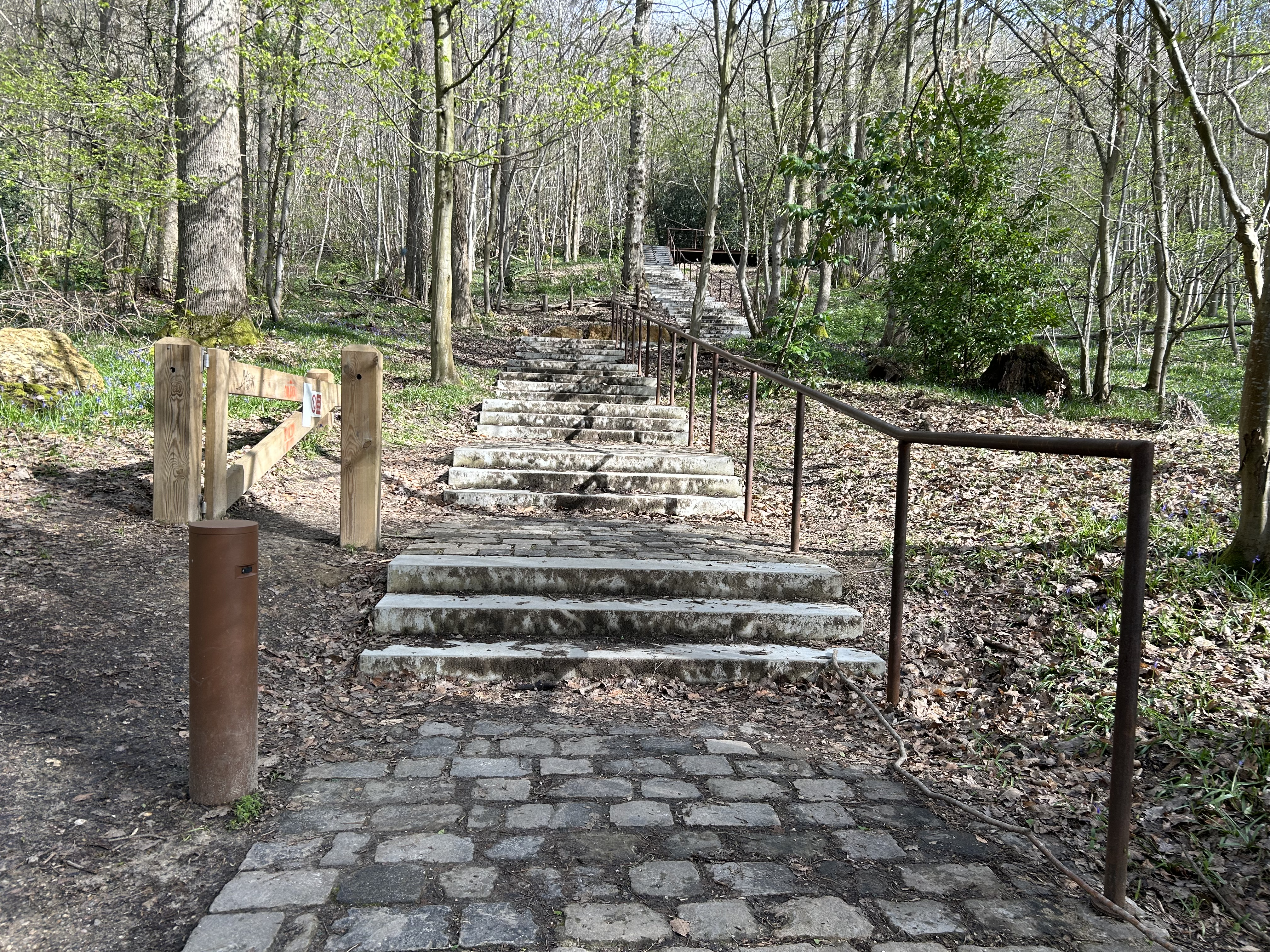
Escaliers dits "liaison douce" entre la partie "vallée" et la partie "plateau" du campus

## Secteur Vallée
Le secteur Vallée est le campus historique, installé à Orsay et Bures-sur-Yvette depuis 1955. Les nombreux bâtiments d'enseignement de l'université Paris-Saclay et ses 60 laboratoires de recherche se situent sur un site de 200 ha de bois contenant de nombreuses espèces rares.
Il y a environ 17 000 étudiants, dans la vallée.

### Établissements présents
Sur le secteur Vallée, plusieurs laboratoires et unités de formation et de recherche historiques de l'université Paris-Saclay sont présents :
- Bibliothèque universitaire d'Orsay ;
- Conservatoire à Rayonnement Départemental de la communauté Paris-Saclay (depuis 2017) ;
- Institut de mathématiques d'Orsay ;
- Restaurant universitaire « Les Cèdres » ;
- Faculté des sciences (depuis 1955) ;
  - Institut de physique nucléaire d'Orsay (IPNO) ;
  - Laboratoire de l'Accélérateur Linéaire (LAL) ;
  - Laboratoire de Physique Théorique d'Orsay (LPT) ;
- Maison des étudiants de l'université Paris-Saclay (Bures-sur-Yvette) ;
- UFR des Sciences du sport (Bures-sur-Yvette) ;
- UFR de Droit-économie-gestion.

### Galerie de photos

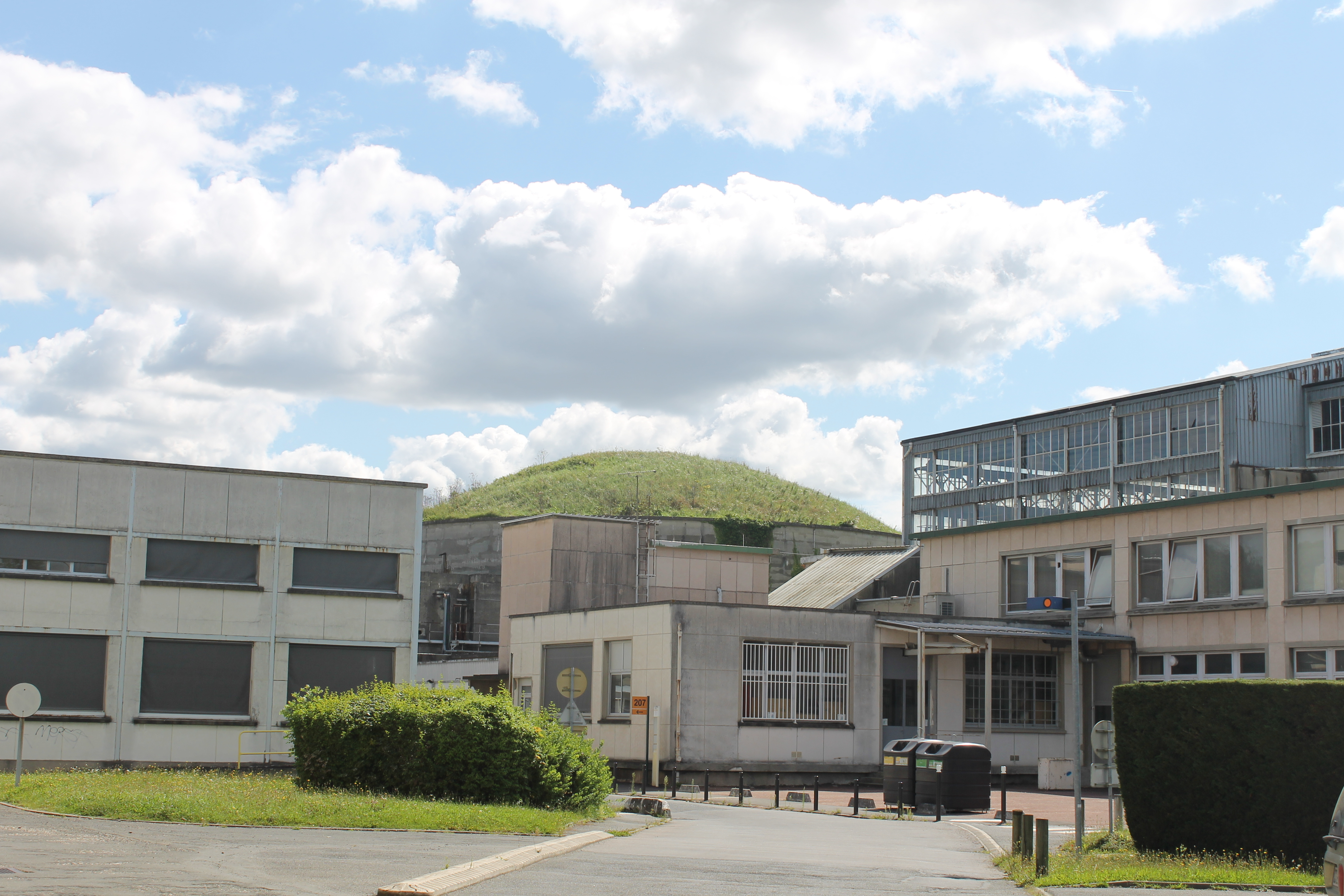
Les bâtiments du Laboratoire de l'accélérateur linéaire (LAL) de l'université Paris-Saclay.
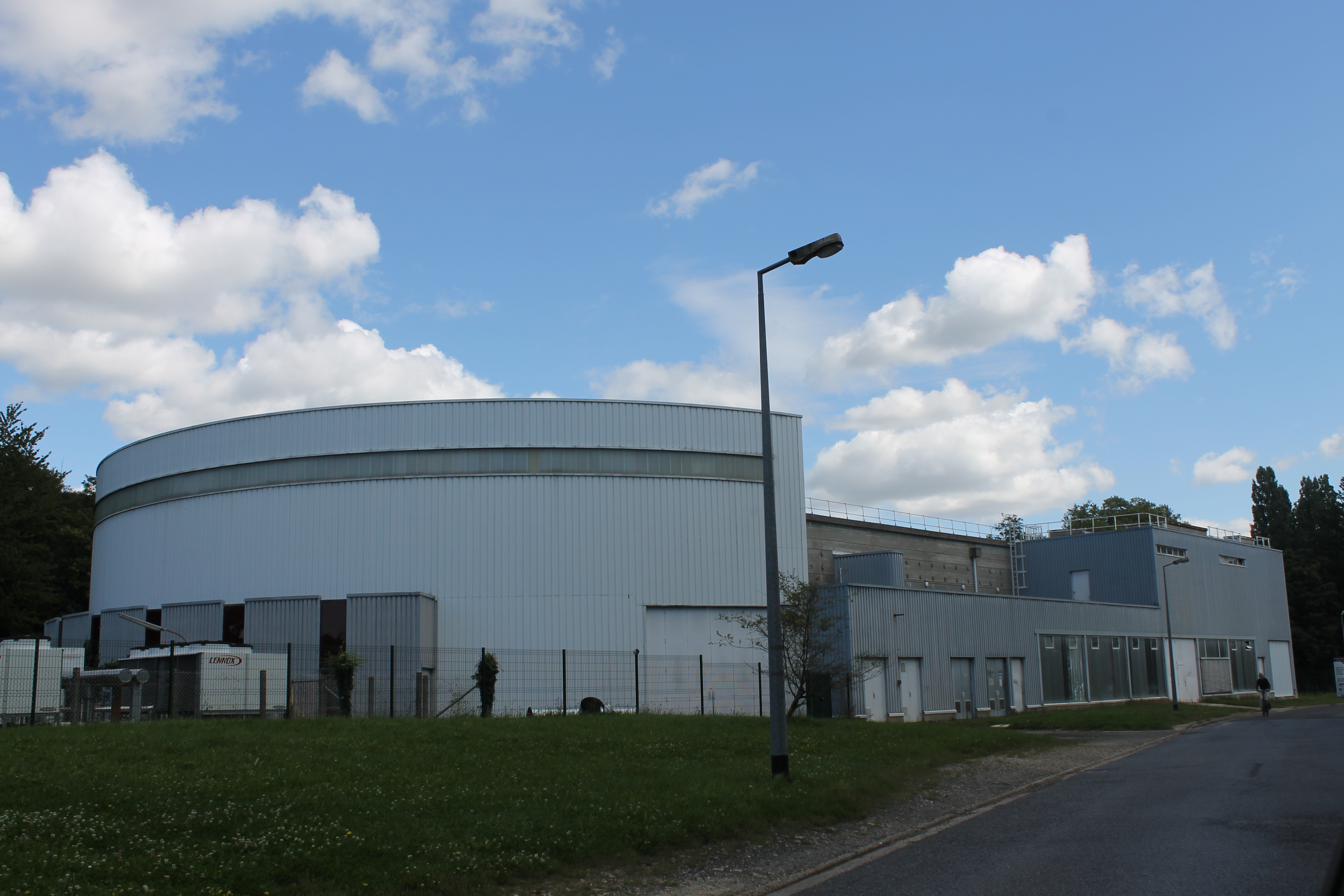
Les bâtiments du Laboratoire de physique des solides de l'université Paris-Saclay.
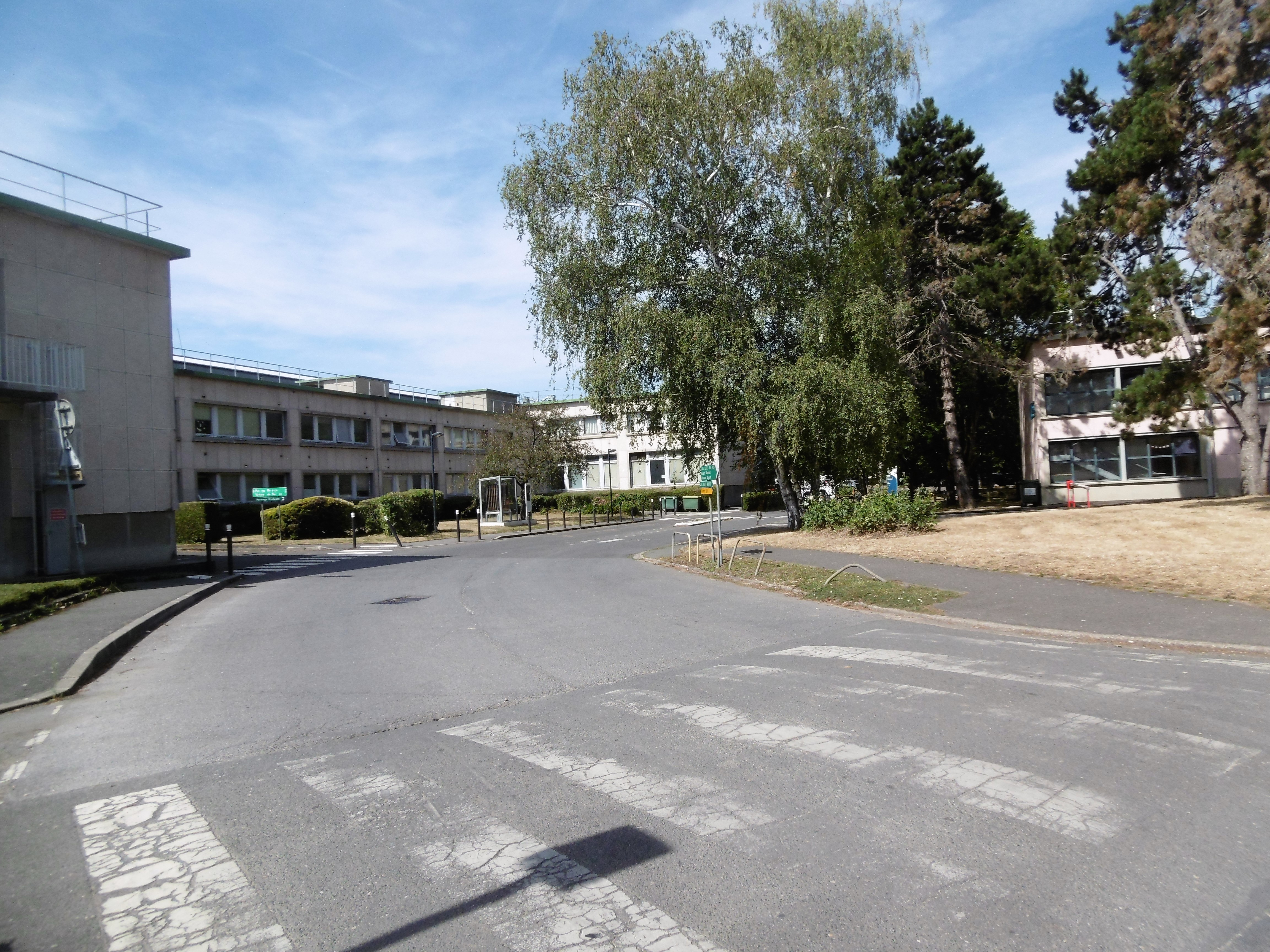
Rue Ampère, université Paris-Saclay.
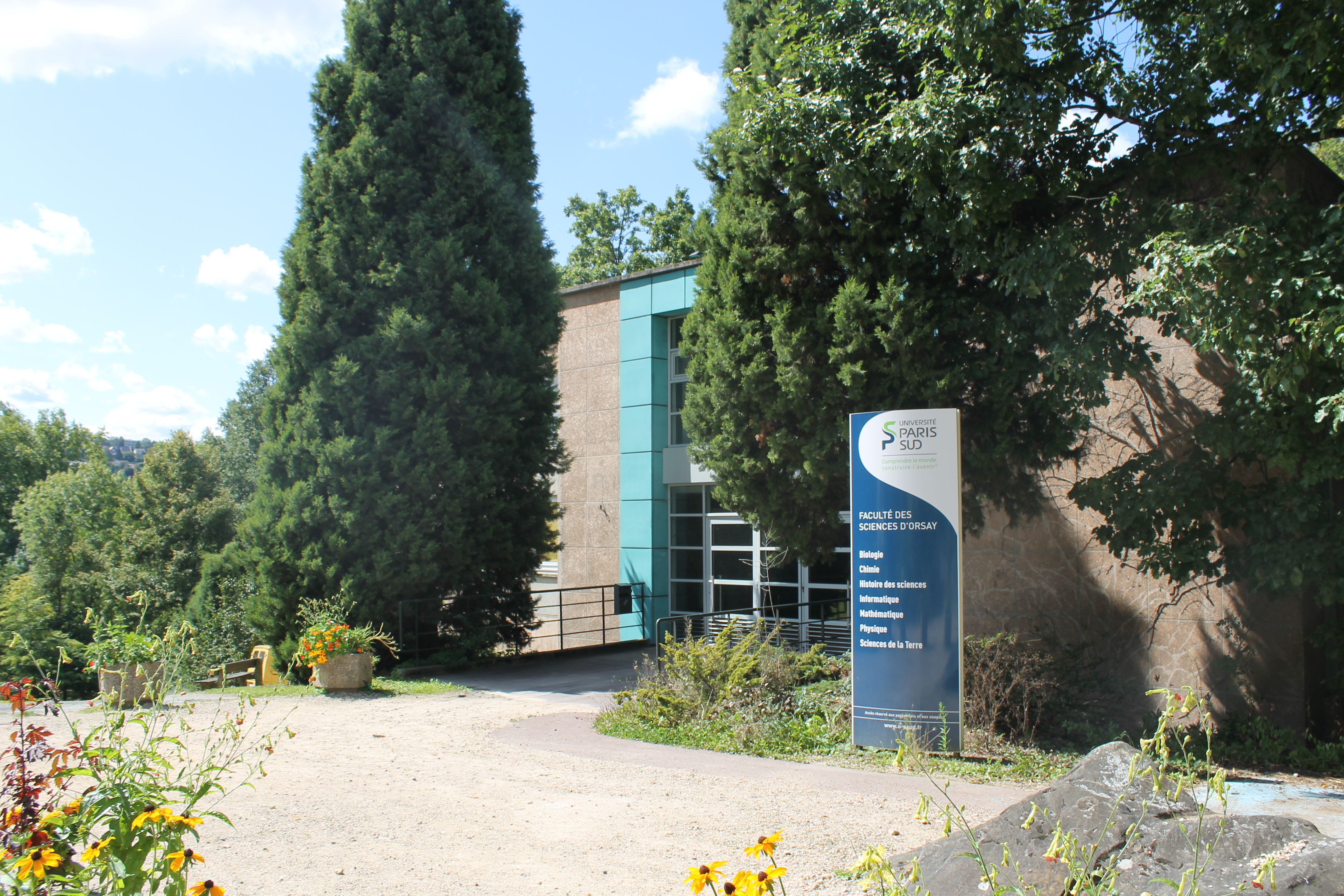
Un bâtiment administratif du campus « vallée » de l'université Paris-Saclay.
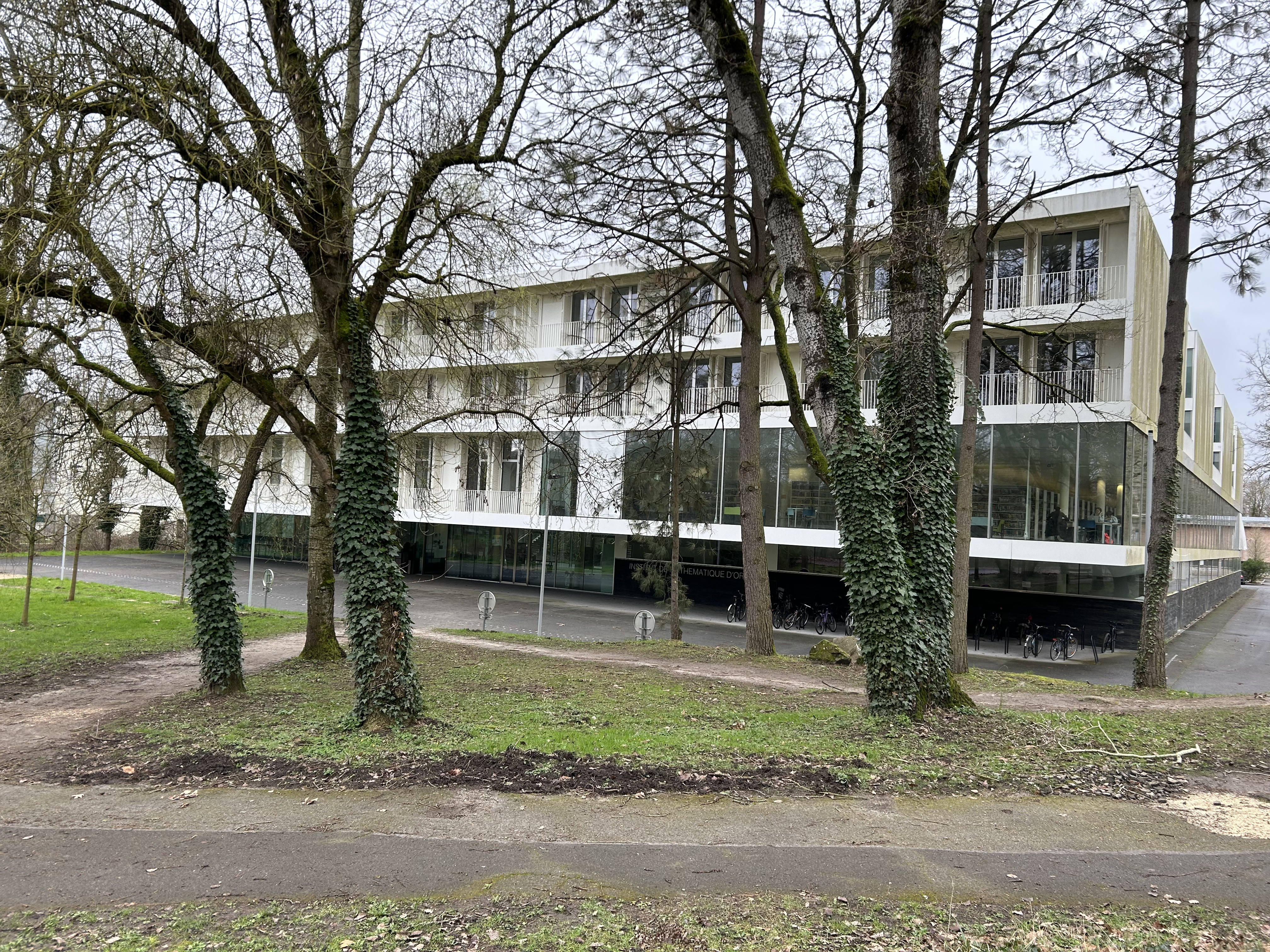
L'institut de Mathématique, au bord de l'Yvette.
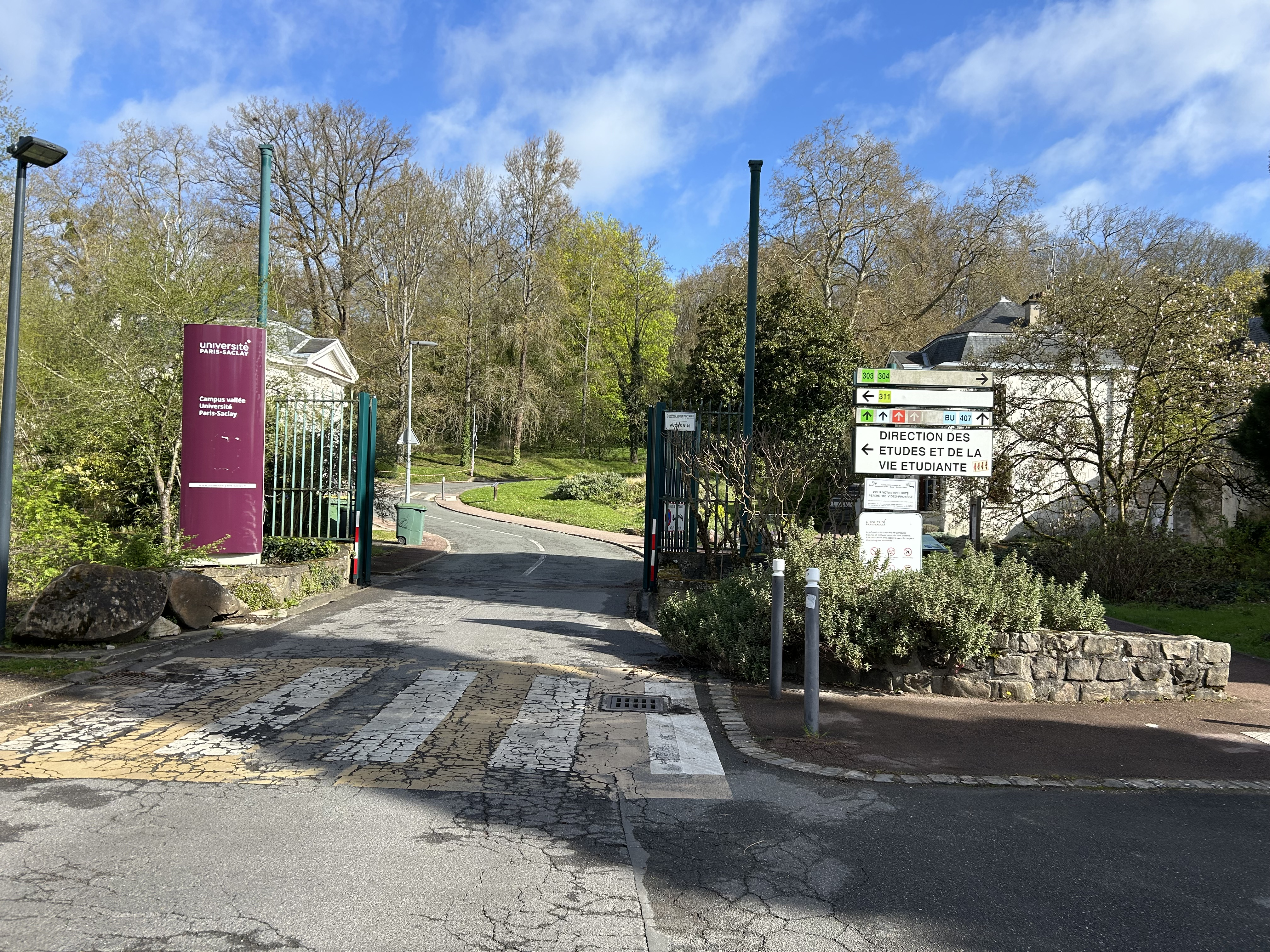
Entrée principale du campus « vallée » à Orsay.